# Lexington Challenger 2021
Il Lexington Challenger 2021 è stato un torneo professionistico maschile di tennis giocato sul cemento. Era la 26ª edizione del torneo maschile, facente parte della categoria Challenger 80 nell'ambito dell'ATP Challenger Tour 2021. Si è giocato all'Hilary J. Boone Tennis Complex della University of Kentucky a Lexington, negli Stati Uniti, dal 26 luglio al 1º agosto 2021.
Inaugurato nel 1995 come evento del circuito Challenger, dal 1997 al 2019 si sono tenuti anche i tornei femminili facenti parte dell'ITF Women's Circuit della Internazional Tennis Federation (ITF). Nel 2020 il torneo è stato annullato per la pandemia di COVID-19 e si è invece tenuta nella vicina Nicholasville la prima edizione del Top Seed Open, evento femminile di categoria WTA International che ha sostituito i tornei femminili del Washington Open, a sua volta non disputati a causa della pandemia. Nel 2021 si sono tornati a disputare il Challenger maschile e il Washington Open, e a Lexington non si sono tenuti i tornei femminili.

## Partecipanti

### Teste di serie
| Nazionalità | Giocatore            | Ranking* | Testa di serie |
| ----------- | -------------------- | -------- | -------------- |
| Stati Uniti | Jenson Brooksby      | 126      | 1              |
| Australia   | Alex Bolt            | 148      | 2              |
| Stati Uniti | Maxime Cressy        | 149      | 3              |
| India       | Prajnesh Gunneswaran | 156      | 4              |
| Ecuador     | Emilio Gómez         | 168      | 5              |
| Cile        | Alejandro Tabilo     | 172      | 6              |
| Stati Uniti | Ernesto Escobedo     | 182      | 7              |
| Australia   | Thanasi Kokkinakis   | 183      | 8              |

* Ranking al 19 luglio 2021.

### Altri partecipanti
I seguenti giocatori hanno ricevuto una wild card per il tabellone principale:
- Stefan Dostanic
- Liam Draxl
- Govind Nanda

I seguenti giocatori  sono entrati in tabellone come alternate:
- Sasikumar Mukund
- Shuichi Sekiguchi

I seguenti giocatori sono passati dalle qualificazioni:
- Darian King
- Stefan Kozlov
- Aidan McHugh
- Genaro Alberto Olivieri

Il seguente giocatore è entrato in tabellone come lucky loser:
- Edan Leshem

## Punti e montepremi
| Torneo    | Torneo              | V     | F     | SF    | QF    | 2T  | 1T  | Q | Q2  | Q1  |
| Singolare | Punti               | 80    | 48    | 29    | 15    | 7   | 0   | 4 | 2   | 0   |
| Singolare | Premi in denaro ($) | 7 200 | 4 240 | 2 510 | 1 460 | 860 | 520 | – | 260 | 130 |
| Doppio    | Punti               | 80    | 48    | 29    | 15    | –   | 0   | – | –   | –   |
| Doppio    | Premi in denaro ($) | 3 100 | 1 800 | 1 080 | 640   | –   | 360 | – | –   | –   |

## Campioni

### Singolare
Jason Kubler ha sconfitto in finale  Alejandro Tabilo con il punteggio di 7–5, 6(2)–7, 7–5.

### Doppio
Liam Draxl /  Stefan Kozlov hanno sconfitto in finale  Alex Rybakov /  Reese Stalder con il punteggio di 6–2, 6(5)–7, [10–7].